# Irina Sebrova
Irina Feodorovna Sebrova (en russe : Ирина Фёдоровна Себрова), née le 25 décembre 1914 à Novomoskovsk et morte à Moscou le 5 avril 2000, est une lieutenante aviatrice et pilote des Forces aériennes soviétiques. Elle sert dans le régiment exclusivement féminin du 588e NBAP au cours de la Seconde Guerre mondiale et est distinguée par le titre d'Héroïne de l'Union soviétique le 23 février 1945 pour ses 825 missions de bombardement.

## Enfance et éducation
Née à Novomoskovsk dans une famille de la classe ouvrière, Sebrova déménage à Moscou et obtient un diplôme de fraisage à l'Université d'État de Moscou. À l'âge de 23 ans, elle est instructrice de vol à l'aéro-club Frunze de Moscou. En 1938, elle est diplômée de l'aéroclub de Moscou et en 1940, elle commence une formation d'aviation militaire.

## Carrière militaire
Après avoir rejoint l'Armée rouge en octobre 1941, elle complète ses études d'aviation à l'école militaire d'aviation d'Engels et est affectée au 588e NBAP régiment exclusivement féminin en 1942, plus tard surnommé « les sorcières de la nuit » par les troupes allemandes. Le régiment est versé dans la Garde soviétique et devient le 46e Régiment de bombardiers de nuit de la garde de la  4e armée de l'air. Sebrova rejoint le Parti communiste de l'Union soviétique en 1943. Pendant la guerre, elle effectue 1008 sorties sur son Po-2. Après en avoir effectuées 825, elle est honorée du titre d'Héroïne de l'Union soviétique le 23 février 1945,.
Sebrova prend sa retraite militaire en 1948 et rejoint l'Institut d'aviation de Moscou. Elle meurt à Moscou le 5 avril 2000 à l’âge de 85 ans et est enterré au cimetière Rakitin.

## Distinctions
- Héros de l'Union soviétique[5]
- Ordre du Drapeau rouge (trois fois)[6],[7],[8]
- Ordre de la Guerre patriotique, 1re et 2e classe[9]
- Ordre de l'Étoile rouge[10]
- Médaille pour la victoire sur l'Allemagne dans la Grande Guerre patriotique de 1941-1945[11]
- Médaille pour la Libération de Varsovie[11]
- Medal of Zhukov (en)
- Jubilee Medal "In Commemoration of the 100th Anniversary of the Birth of Vladimir Ilyich Lenin" (en)
- Médaille pour la défense du Caucase
- Medal "Veteran of Labour" (en)